# Казе Симончело (Удине)
Казе Симончело је насеље у Италији у округу Удине, региону Фурланија-Јулијска крајина.
Према процени из 2011. у насељу је живело 35 становника. Насеље се налази на надморској висини од 7 м.